# Храми Ужгорода

### Християнство
- Римсько-католицька церква
  - Костел Святого Юрія (вул. Августина Волошина, 9)

- Мукачівська греко-католицька єпархія
  - Ужгородський кафедральний собор (пл. Андрія Бачинського, 1)
  - Реформатська церква (Жупанатська площа, 4)
  - Церква святого Юрія (колишня) (вул. Капітульна, 33)
  - Шелестівська Михайлівська церква[1] (вул. Капітульна, 33-А)
  - Горянська ротонда (церква Святої Анни)[2] (Музейний провулок, 1)
  - Церква Божого Милосердя (вул. Поліни Осипенко, 14)
  - Костел Святої Трійці (вул. Володимирська, 76)
  - Монастир Стрітення Господнього (вул. Тиводара Легоцького, 44-А)
  - Церква Пресвятої Трійці (вул. Олександра Богомольця, 15-А)
  - Церква Марія-Повчанської Ікони Божої Матері (вул. Марії Заньковецької, 13-А)
  - Церква Благовіщення Пресвятої Богородиці (вул. Капушанська, 46)
  - Церква Святого Священномученика Йосафата і Всіх Святих (вул. Собранецька, 1)
  - Монастир Святого Василія Великого (пров. Сестер Василіанок, 1)
  - Церква Святого Архістратига Михаїла (вул. Володимира Лендьєла, 27)
  - Церква Святого Великомученика Георгія Побідоносця (вул. Срібляста, 17)

- УПЦ (МП) (приховують, що належать РПЦ)
  - Кафедральний Хресто-Воздвиженський собор (пл. Кирила і Мефодія, 7)
  - Покровська церква (Православна набережна, 23)
  - Свято-Преображенський храм (вул. Цегольнянська, 2; 2-А)
  - Свято-Вознесенська церква (вул. Єньківська, 13)
  - Церква Святого Луки (Войно-Ясенецького) (вул. Грибоєдова, 20-А)
  - Свято-Троїцька церква (вул. Возз'єднання, 5)
  - Свято-Троїцький храм (Слов'янська набережна, 31)
  - Храм Різдва Пресвятої Богородиці (пров. Гагаріна, 10)
  - Свято-Воскресенський чоловічий монастир (вул. Золотиста, 35)
  - Церква Святої Почаївської Ікони Божої Матері (вул. Грибоєдова, 24)
  - Церква Святих Апостолів Петра і Павла (вул. Івана Франка, 18-А)
  - Церква Всіх Святих (вул. Тиводара Легоцького, 35)
  - Свято-Іллінська церква (вул. Лозова, б/н)
  - Храм на Честь Преподобного Іова Почаївського (вул. Тиводара Легоцького, 23/кв.4)
  - Церква Святої Анастасії Узорішительниці (вул. Олександра Довженка, 8-А)
  - Церква Святих Рівноапостольних Князя Володимира Великого і Княгині Ольги (вул. Ігоря Сікорського, 5)
  - Церква Святої Великомучениці Варвари (вул. Минайська, 71)
  - Церква Свято-Різдва Іоана Хрестителя (вул. Стефаника, 27)
  - Свято-Миколаївська каплиця (вул. Собранецька, б/н (аеропорт))
  - Церква Святителя Іоанна (вул. Героїв України, 17-В)
  - Церква Христа Спасителя (вул. Мукачівська, 44)

- Мукачівсько-Карпатська єпархія Православної Церкви України
  - Кафедральний храм апостола Андрія Первозваного (вул. Ференца ІІ Ракоці, 18-А)
  - Кафедральний храм Собору Славних та Всехвальних Дванадцяти Апостолів (вул. Залізнична, 22)
  - Храм Преподобного Амфілохія Почаївського (вул. Станційна, 16-А)
  - Церква Преображення Господнього (вул. Романа Шухевича, 8-Б)
  - Церква Святої Трійці (вул. Льва Толстого)
- Протестантизм
  - Церква євангельських християн баптистів (вул. Михайла Грушевського, 37-А)
  - Євангельська церква "Життя в перемозі" (пл. Шандора Петефі, 47)
  - Церква "Міжнародна спілка церков євангельських християн-баптистів" (МСЦ ЄХБ) (вул. Льва Толстого, 29-А)
  - Євангельська методистська церква (вул. Підгірна, 47)
  - Церква «Спасіння» (П'ятидесятництво) (вул. Макаренка, 6-А)
  - Церква християн-адвентистів сьомого дня (вул. Федора Достоєвського, 14)
  - Церква християн-адвентистів сьомого дня (вул. Другетів, 48)
  - Церква "Дім Божий" (вул. Богдана Хмельницького, 6-А)
  - Церква "Живого Бога" (пл. Шандора Петефі, 47)
  - Християнська церква "Перемога" (вул. Івана Крилова, 10)
  - Церква "Нова Надія" (вул. Василя Сурикова, 8)
  - Зал Царства Свідків Єгови (вул. Адальберта Ерделі, 15)

### Юдаїзм
- Синагога (пл. Театральна, 10)

### Буддизм
- Буддійський центр Карма Каг'ю (вул. Кримська, 14)

## Галерея

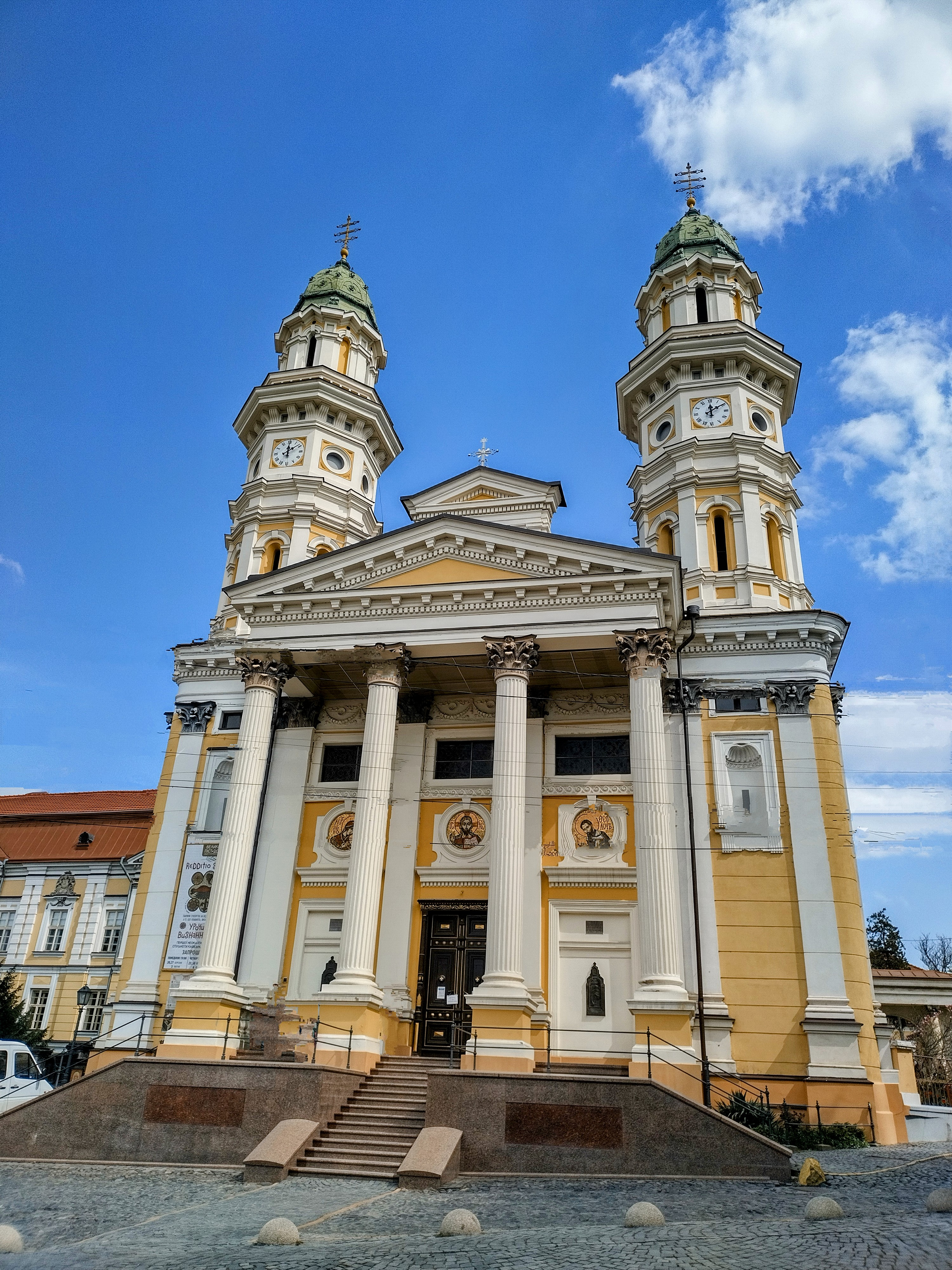
Хресто-Воздвиженський катедральний собор УГКЦ
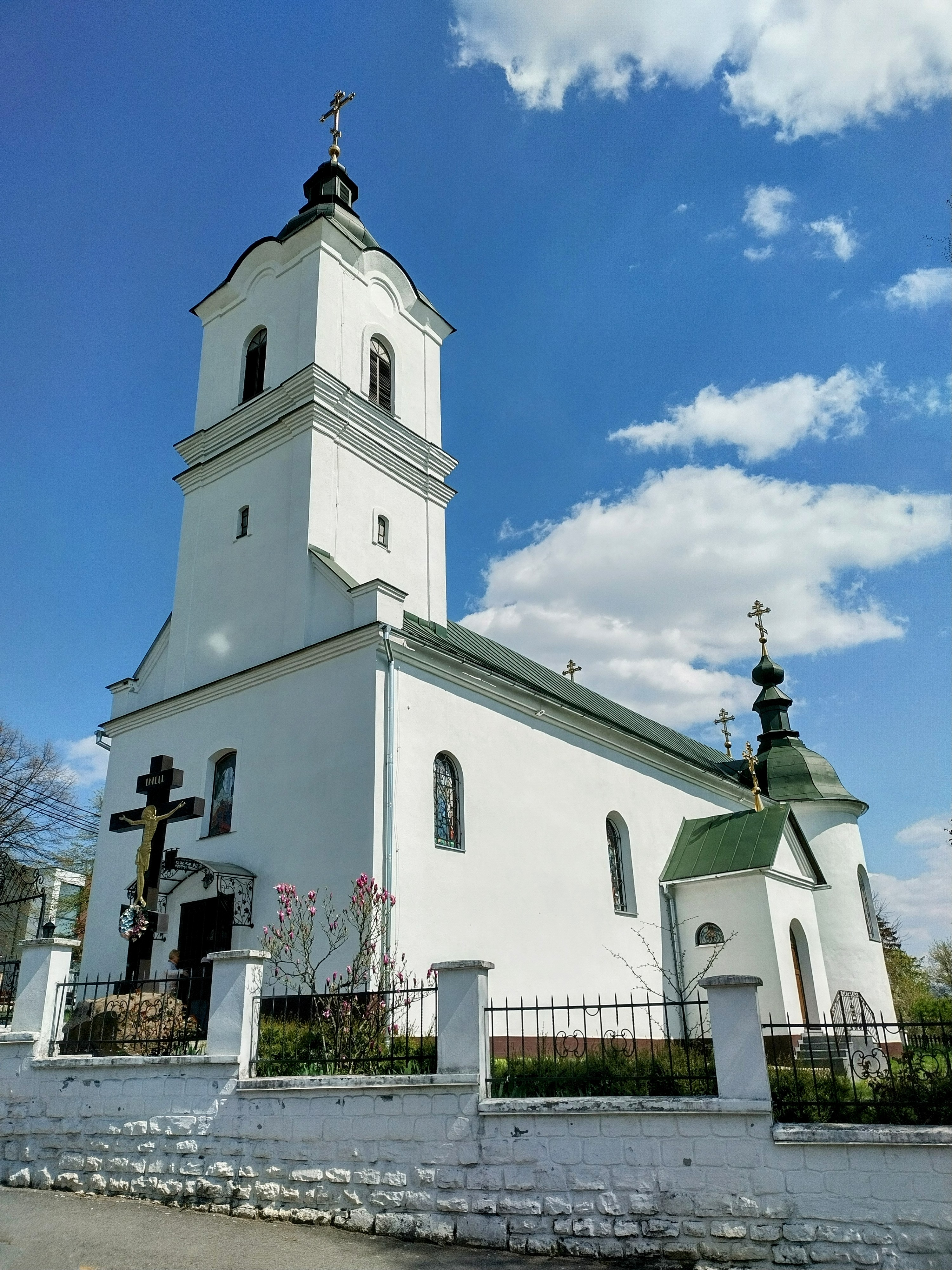
Преображенська церква
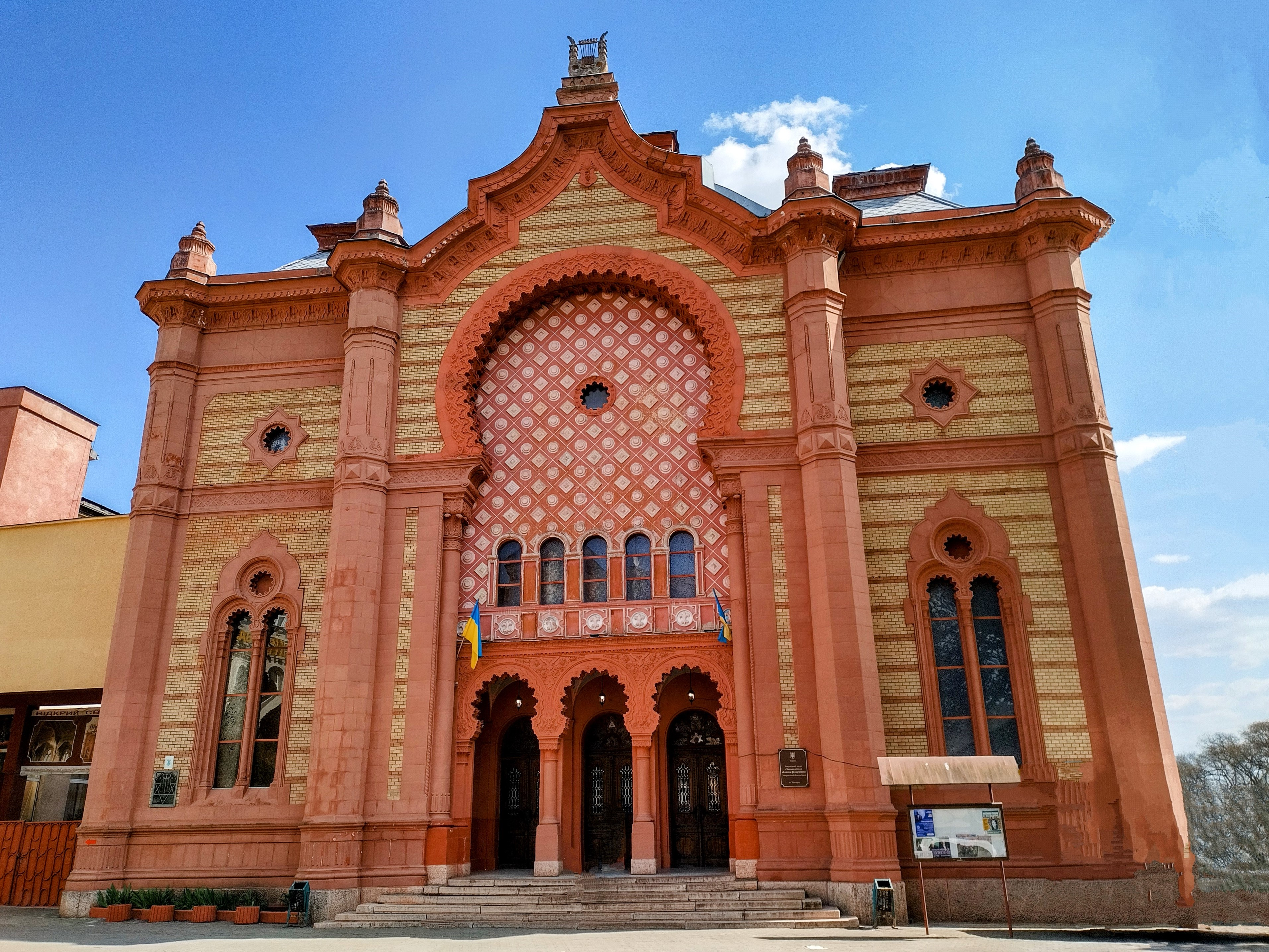
Хоральна синагога